# Dansk Svæveflyver Union
Dansk Svæveflyver Union, forkortet DSvU, er et forbund for svæveflyveklubber i Danmark. Medlemmerne i svæveflyveklubberne er automatisk medlem i DSvU. DSvU holder til på det Nationale Svæveflyvecenter Arnborg. Centret kan benyttes af alle medlemmer og der er også unionsfly til rådighed.

## Organisation
DSvU er i forbund med de andre luftsportsgrene gennem Kongelig Dansk Aeroklub (KDA). 
Internationalt er svæveflyvning som konkurrencesport organiseret gennem Fédération Aéronautique Internationale (FAI). 
DSvU er tilknyttet European Gliding Union (EGU), som er en interesseorganisation for alle europæiske svæveflyvepiloter.
DSvU er desuden et forbund under Danmarks Idræts-Forbund, DIF.
Tilknyttet Dansk Svæveflyver Union er desuden Dansk Svæveflyvehistorisk Klub.